# Толосу
Толосу е каган на Уйгурския каганат, управлявал през 789-790 година.
Той е син и наследник на кагана Тун Бага. Продължава политиката му на приятелство с империята Тан, която поддържа във войната ѝ срещу Тибет, но много от подчинените му народи започват да се бунтуват.
Толосу умира през 790 година, отровен от съпругата си Е, и е наследен от малолетния си син Ачо.